# 한국음식문화중앙회
한국음식문화중앙회는 농·수·축산물의 식품산업화와 외식산업과의 연계 강화를 통해 식품․외식산업의 건전한 발전을 도모하고, 한국음식문화의  선진화된 시스템 구축 등을 통해 질적 발전과 세계화에 기여할 목적으로 2010년 7월 23일 설립된 사단법인이다. 사무실은 서울특별시 구로구 가산디지털로 34길 55 코오롱싸이언스밸리2 1514호에 있다. 2023년 6월 23일 서울특별시 강남구 소재 청담리베라호텔에서 개최한 정기총회에서 박연수를 이사장으로 임명하여 한국음식문화를 널리 알리기 위한 각종 사업을 추진하고 있다.